# Речной угорь
Речно́й у́горь, или европе́йский у́горь, или обыкнове́нный у́горь, или обыкнове́нный речно́й у́горь (лат. Anguilla anguilla) — вид хищных катадромных рыб из семейства угрёвых. В 2008 году был включён в Красную книгу МСОП, как вид «на грани исчезновения»

## Описание

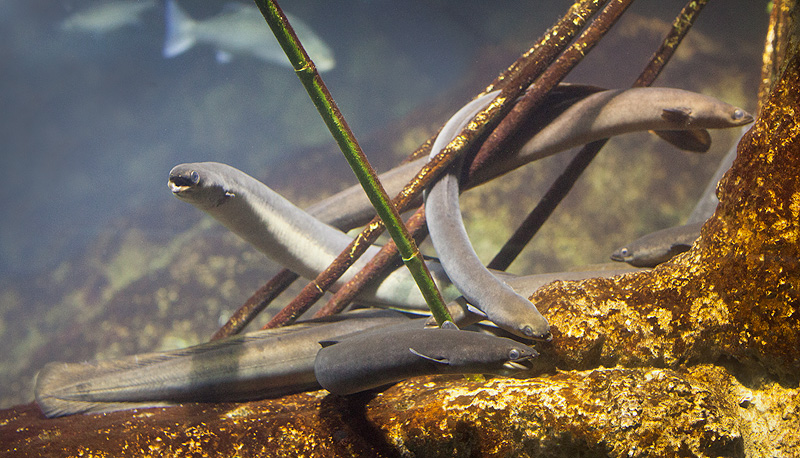
Группа угрей на дне водоёма

Обладает длинным телом с буро-зеленоватой спиной, с желтизной на боках и брюшной части. Кожа очень скользкая, а чешуя — мелкая. Тело змеевидное, спереди цилиндрическое, слегка сжатое с боков в задней части. Довольно крупная голова слегка уплощена сверху. Мелкие глаза (диаметр составляет от 1/8 до 1/12 длины головы) находятся над углами рта. На челюстях и сошнике мелкие и острые зубы расположены в несколько рядов. Спинной и анальный плавники срослись с хвостовым. Спинной плавник начинается далеко позади грудных, но впереди анального отверстия. Грудные плавники хорошо развиты, брюшные плавники отсутствуют. Боковая линия хорошо заметна. В грудных плавниках 15—21 лучей; число позвонков — 111 — 119, обычно 114—116.
Окраска сильно варьирует. У молодых особей спина тёмно-зелёная, оливково- или серо-коричневая, без отметин, брюхо жёлтое или желтовато-белое, которое у взрослых особей становится серебристо-белым.
Максимальная длина тела 122 см, масса — до 6,6 кг.

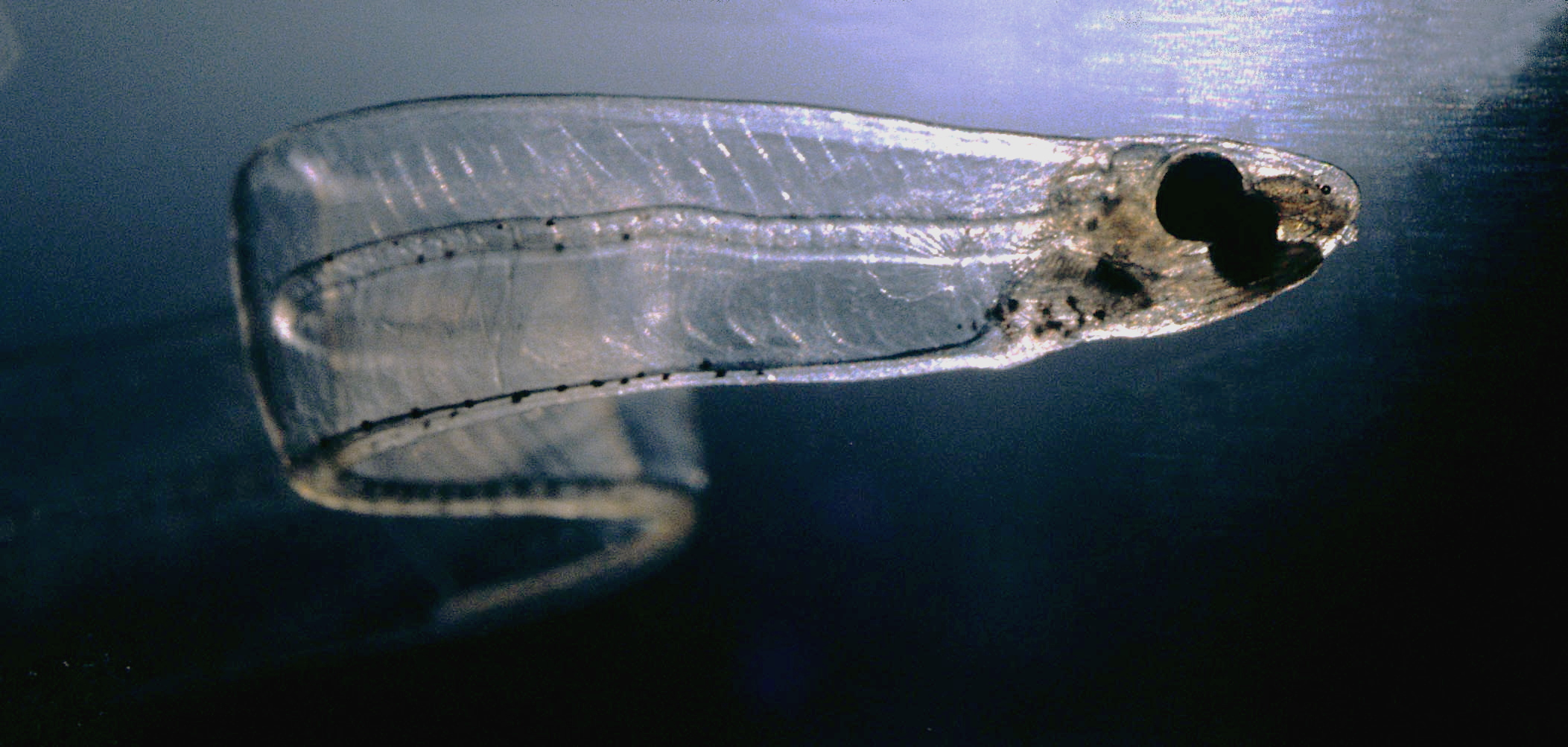
Личинка угря, лептоцефал, размером 7,6 см.

## Биология
Типичная проходная рыба. Большую часть жизни европейский угорь проводит в пресной воде, а на нерест уходит в море. Жизненный цикл с метаморфозом. Охотится ночью на прибрежном мелководье. Питается личинками насекомых, моллюсками, лягушками, мелкой рыбой.

### Размножение и развитие

Жизненный цикл угря

Жизненный цикл европейского угря во многом уникален. Нерестится угорь в 8000 км от мест нагула на глубине 400 м в Саргассовом море, где температура достигает +16 – +17 °C, после чего погибает. Икринки размером около 1 мм, одна самка вымётывает их от полумиллиона. Развитие начинается с личиночной стадии, когда тело угря напоминает листок ивы. Оно уплощённое, полупрозрачно, выделяются только чёрные глаза. Личинка настолько отличается от взрослого угря, что одно время считалась отдельным видом рыб, и до сих пор имеет особое название — лептоцефал. Личинка всплывает к поверхности воды и, подхваченная Гольфстримом, в течение трёх лет движется вместе с тёплой водной массой к берегам Европы.:260 На подходе к ним, достигнув около 8 см в длину и 1 см в высоту, личинка на время прекращает питание и укорачивается до 5—6 см, превращаясь в стеклянного угря. Он всё ещё прозрачный, но тело уже овальное с боков, змееобразное. В такой стадии угорь подходит к устьям рек. Поднимаясь вверх по течению, он приобретает непрозрачную окраску и становится взрослым речным угрём.
Прожив в реках 9—12 лет, угорь мигрирует («скатывается») обратно в море и отправляется на нерест. В своём движении он, по-видимому, ориентируется по течениям, а согласно отдельным предположениям — и по магнитному полю Земли. Окраска спины становится чернее, а брюхо и бока делаются серебристыми. Только тогда появляются хорошо заметные отличия самцов от самок.
Относительно причин столь дальних миграций угря имеются две гипотезы. Одна связывает их с дрейфом материков, в результате которого узкий водоём, разделявший Америку и Европу в начале третичного периода, постепенно расширяясь, превратился в Атлантический океан. Привычные места нереста угря, по этой гипотезе, с тех пор не изменились, лишь расстояние до них постепенно возрастало, вынуждая угрей преодолевать всё бо́льшие расстояния. Советский ихтиолог П. Ю. Шмидт предложил другую гипотезу, связав дальние миграции угрей с изменениями свойств воды в послеледниковый период. Согласно ей, в то время в северной части Атлантического океана преобладали холодные воды, а путь Гольфстрима пролегал в широтном направлении, от Карибского моря до Пиренеев, противотечение же возвращало его воды обратно к Карибскому морю. Восток этой полосы был местом нереста речного угря, запад — американского угря (известного и теперь своей относительно близкой миграцией), а расстояния до нерестилищ были примерно одинаковы. С потеплением климата Гольфстрим двинулся на северо-восток, относя личинок речного угря к берегам Северной Европы.
В 2016 году впервые достоверно доказано, что угри из бассейна Средиземного моря выходят в Атлантику и, скорее всего, нерестятся в Саргассовом море. Ранее это предполагали, но полной уверенности не было.

## Ареал и среда обитания
Обитает в водоёмах бассейна Балтийского моря, в гораздо меньшем количестве — в реках и озёрах бассейнов Азовского, Чёрного, Белого, Баренцева, Каспийского морей. Водится во многих водоёмах европейской части России.
Способен по мокрой от дождя или росы траве преодолевать значительные участки суши, перебираясь из одного водоёма в другой и оказываясь таким образом в замкнутых, бессточных озёрах. Предпочитает тиховодье, однако встречается и на быстром течении. Держится в нижних слоях на разной глубине и любом донном грунте в укрытиях, которыми могут быть: нора, валун, коряжина, густые заросли травы. 

## Взаимодействие с человеком
Является объектом коммерческого промысла. Мировой вылов составлял (тыс. т): 1989 г. — 11,4; 1990 г. — 11,1; 1991 г. — 10,1; 1992 г. — 10,7, 1993 г. — 9,5; 1994 г. — 9,4; 1995 г. — 8,6; 1996 г. — 8,5; 1997 г. — 10,1; 1998 г. — 7,5; 1999 г. — 7,5; 2000 г. — 7,9. Речных угрей ловят в основном крючковой снастью, ловушками и другими орудиями лова; является объектом спортивного рыболовства.
У европейского угря очень мягкое, вкусное мясо. Его можно жарить, коптить и мариновать. Из угря вырабатывают консервы «Угорь в желе». В Северной Германии суп из угря — традиционное блюдо.
В 2010 году Гринпис добавил речного угря в свой Красный список (список рыб, продаваемых в обычных супермаркетах по всему миру, но имеющих большой риск исчезнуть из-за неумеренного лова).
В 2019 году в Финляндии введены крупные штрафы за вылов редких рыб, включая речного угря, вне сезона ловли или больше установленных размеров. Также из аквариума музея рыболовства в Асиккала на свободу была выпущена сорокалетняя самка угря, обнаружившая в неволе признаки миграционной депрессии.